# Klein Nordende
Klein Nordende är en kommun och ort i Kreis Pinneberg i förbundslandet Schleswig-Holstein i Tyskland.
Kommunen ingår i kommunalförbundet Amt Elmshorn-Land tillsammans med ytterligare sex kommuner.